# Vallée Blanche
Pour les articles homonymes, voir Vallée Blanche (itinéraire) et Vallée de la Blanche.
La Vallée Blanche est un glacier de France situé en Haute-Savoie, dans le massif du Mont-Blanc. Naissant au col du Midi entre l'aiguille du Midi et le mont Blanc du Tacul, ce large glacier se dirige vers l'est et conflue avec le glacier du Géant situé au sud-est pour former le glacier du Tacul, qui donnera lui-même naissance plus en aval à la Mer de Glace par réunion avec le glacier de Leschaux. Après une courte descente aérienne depuis l'aiguille du Midi, la Vallée Blanche marque le départ de l'ascension du mont Blanc par le mont Blanc du Tacul et le mont Maudit, d'une randonnée glaciaire jusqu'à la pointe Helbronner à la frontière franco-italienne ou encore d'un itinéraire de ski hors-piste qui comprend successivement la descente de la Vallée Blanche, du glacier du Géant, du glacier du Tacul et de la Mer de Glace jusqu'au Montenvers.

## Géographie

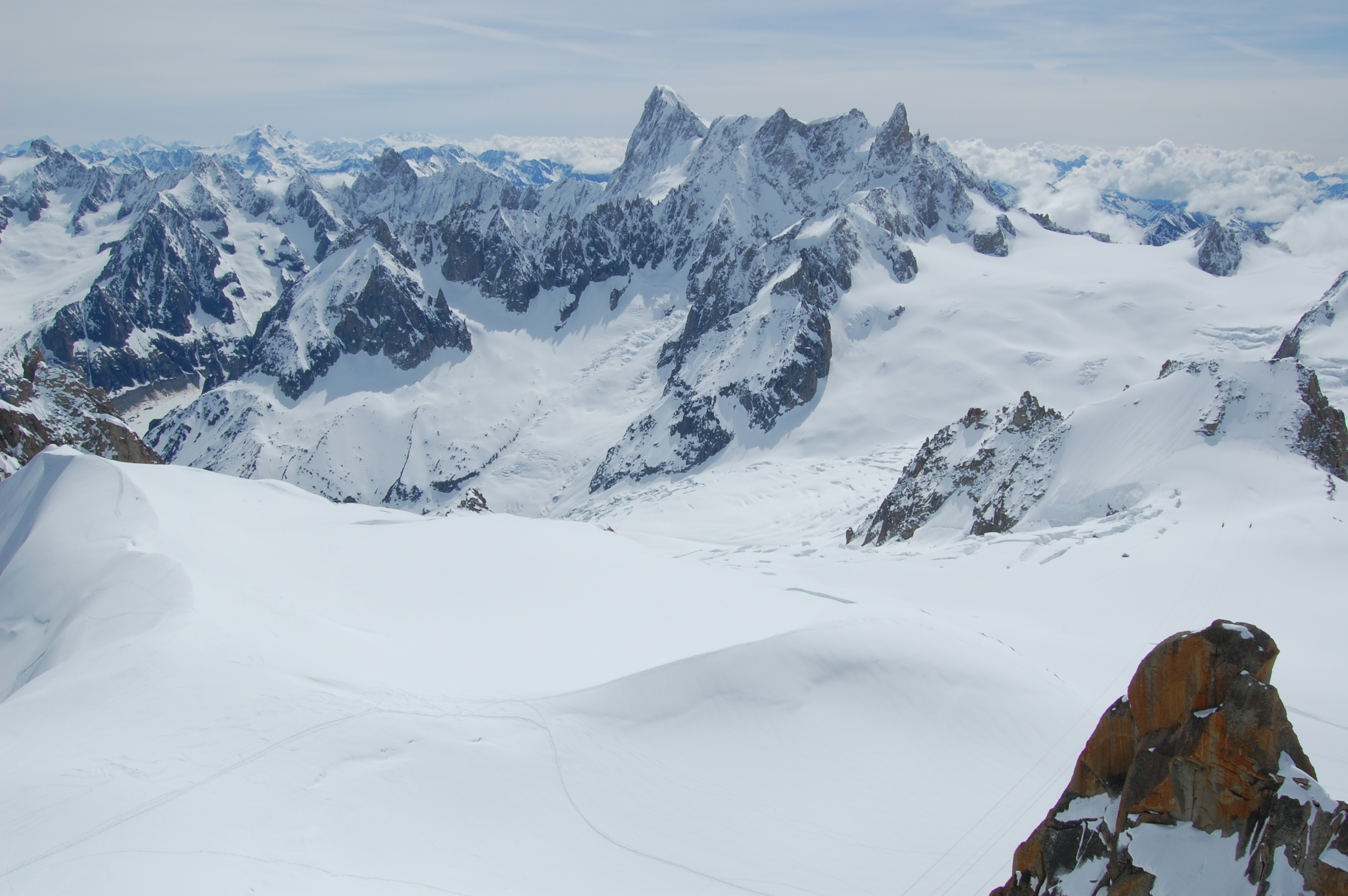
La Vallée Blanche vue depuis le piton Sud de l'aiguille du Midi, entre le Petit Rognon (à gauche) et le Gros Rognon (à droite) jusqu'au glacier du Géant (au centre en contrebas).

La Vallée Blanche est située dans le sud-est de la France, dans le département de la Haute-Savoie de la région Auvergne-Rhône-Alpes, sur le territoire communal de Chamonix-Mont-Blanc. Elle se trouve au cœur du massif du Mont-Blanc, entourée par l'aiguille du Midi au nord-ouest, l'aiguille du Plan au nord, le Petit Rognon au nord-est ainsi que le Gros Rognon, la pointe Lachenal et le mont Blanc du Tacul au sud.
Le glacier nait au col du Midi, vaste plateau englacé qui marque à 3 500 mètres d'altitude le seuil entre l'aiguille du Midi au nord et le mont Blanc du Tacul — et au-delà au sud-ouest le mont Blanc — au sud. Le flot de glace se dirige vers le nord-est puis vers l'est en formant un léger arc de cercle d'une largeur de près de 1,5 kilomètre pour une longueur d'environ 3 kilomètres. Au nord, une partie des glaces forme une crête à l'est de l'aiguille du Midi et difflue vers la vallée de Chamonix sous la forme de courts glaciers suspendus, le glacier des Pélerins ; il est également en partie soudé au glacier d'Envers du Plan qui descend de l'adret de l'aiguille du Plan. Au sud, il est en partie soudé au glacier du Géant au col du Gros Rognon. Les glaces de la Vallée Blanche fusionnent à l'est, au lieu-dit « la Bédière » à environ 2 700 mètres d'altitude, avec celles du glacier du Géant venant du sud ; ce dernier prend le nom de glacier du Tacul après avoir formé une cascade de glace — les « Séracs du Géant » — juste après avoir fusionné avec la Vallée Blanche puis reçu en rive droite les glaces du glacier des Périades et en rive gauche celles du glacier d'Envers du Plan au niveau d'un petit plateau glaciaire, la « Salle à Manger ». 
La partie amont de la Vallée Blanche est survolée entre l'aiguille du Midi et le Gros Rognon par la télécabine Panoramic Mont-Blanc, anciennement appelée télécabine de la Vallée Blanche. Le tunnel du Mont-Blanc franchit le massif du Mont-Blanc en passant à l'aplomb de l'aiguille du Midi et sous la partie amont de la Vallée Blanche, à environ 1 300 mètres d'altitude soit plus de 2 000 mètres sous la surface de la glace. Le refuge des Cosmiques et l'abri Simond se trouvent en bordure des glaces, sous l'aiguille du Midi, juste au nord du col du Midi, dominant la Vallée Blanche.

## Itinéraires

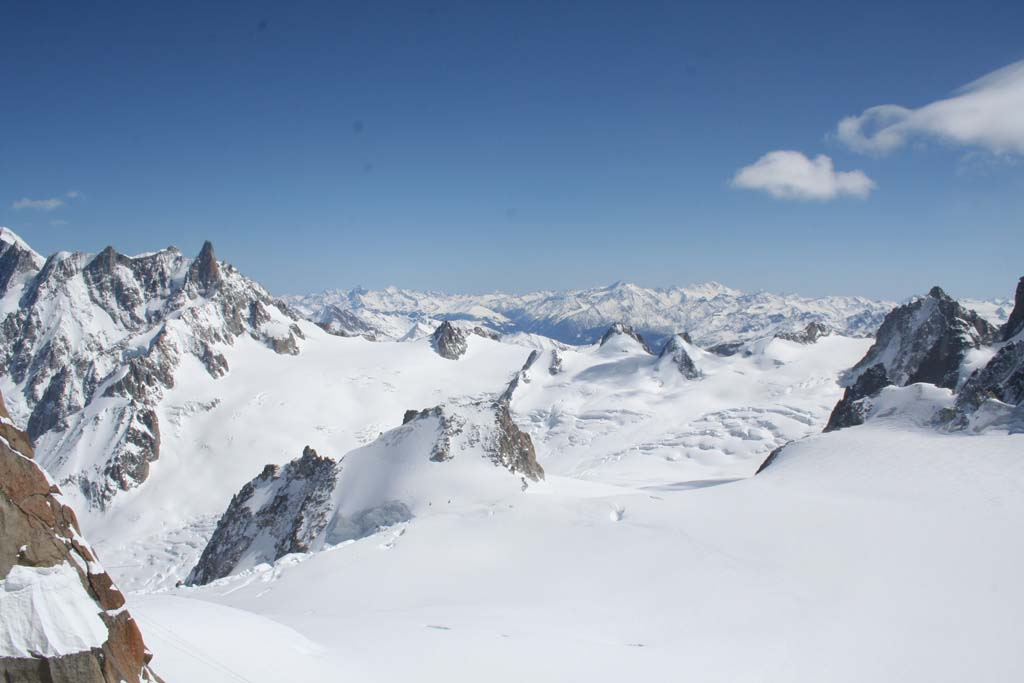
Vue depuis le piton Sud de l'aiguille du Midi de l'itinéraire de la traversée de la Vallée Blanche en direction de la pointe Helbronner (au centre gauche) via la Vallée Blanche, le col du Gros Rognon et le glacier du Géant.

### Alpinisme
La Vallée Blanche constitue le point de départ de nombreuses ascensions, notamment vers le mont Blanc du Tacul (voie normale) avec ses piliers (Gervasutti, Boccalatte, etc.), ses couloirs (Gervasutti, du Diable, Supercouloir, etc.) et goulottes.

### Ski et ski de randonnée
L'itinéraire de la Vallée Blanche est le plus connu passant par le glacier. Débutant à l'aiguille du Midi, il emprunte successivement la Vallée Blanche, le col du Gros Rognon, le glacier du Géant, le glacier du Tacul et enfin la Mer de Glace jusqu'au pied du Montenvers.
Un itinéraire en ski de randonnée glaciaire relie l'aiguille du Midi (3 842 m) à la pointe Helbronner (3 462 m), sans grande dénivellation. Il se pratique dans les deux sens, l'aller étant effectué à pied, et le retour généralement en télécabine. Cependant, le sens allant de la pointe Helbronner à l'aiguille du Midi est plus éprouvant physiquement en raison du différentiel d'altitude positif. Il suit à peu près le trajet de la télécabine Panoramic Mont-Blanc.